# Custodela
Custodela Petrunkevitch, 1942 è un genere di ragni fossili appartenente alla famiglia Linyphiidae.

## Caratteristiche
Gli esemplari finora raccolti di questo genere risalgono tutti al Paleogene.

## Distribuzione
Le 23 specie oggi note di questo genere sono state rinvenute in alcune ambre baltiche dell'Europa settentrionale e del sito di Bitterfeld, cittadina tedesca della Sassonia-Anhalt.

## Tassonomia
Considerato sinonimo anteriore di Obnisus Petrunkevitch, 1942 .
Dal 2004 non sono stati esaminati altri esemplari, né sono state descritte sottospecie al 2012.
A dicembre 2012, si compone di 23 specie descritte e 1 non ancora descritta; di 21 specie secondo l'aracnologo Tanasevitch
- †Custodela acuta Wunderlich, 2004 - ambra baltica risalente al Paleogene [1].
- †Custodela acutula Wunderlich, 2004 - ambra di Bitterfeld risalente al Paleogene
- †Custodela bispina Wunderlich, 2004 - ambra di Bitterfeld risalente al Paleogene
- †Custodela bispinosa Wunderlich, 2004 - ambra di Bitterfeld risalente al Paleogene
- †Custodela cheiracantha (C. L. Koch & Berendt, 1854) - ambra baltica risalente al Paleogene
- †Custodela clava Wunderlich, 2004 - ambra baltica risalente al Paleogene
- †Custodela curva Wunderlich, 2004 - ambra baltica risalente al Paleogene
- †Custodela curvata Wunderlich, 2004 - ambra di Bitterfeld risalente al Paleogene
- †Custodela divergens Wunderlich, 2004 - ambra baltica risalente al Paleogene
- †Custodela expandens Wunderlich, 2004 - ambra baltica risalente al Paleogene
- †Custodela falcata Wunderlich, 2004 - ambra baltica risalente al Paleogene
- †Custodela femurspinosa Wunderlich, 2004 - ambra di Bitterfeld risalente al Paleogene
- †Custodela henningseni Wunderlich, 2004 - ambra baltica risalente al Paleogene
- †Custodela kochi Wunderlich, 2004 - ambra baltica risalente al Paleogene
- †Custodela lamellata Wunderlich, 2004 - ambra baltica risalente al Paleogene
- †Custodela lanx Wunderlich, 2004 - ambra baltica risalente al Paleogene
- †Custodela oblonga (C. L. Koch & Berendt, 1854) - ambra baltica risalente al Paleogene
- †Custodela obtusa Wunderlich, 2004 - ambra baltica risalente al Paleogene
- †Custodela parva Wunderlich, 2004 - ambra di Bitterfeld risalente al Paleogene
- †Custodela pseudokochi Wunderlich, 2004 - ambra baltica risalente al Paleogene
- †Custodela stridulans Wunderlich, 2004 - ambra di Bitterfeld risalente al Paleogene
- †Custodela tenuipes (Petrunkevitch, 1942) - ambra baltica risalente al Paleogene
- †Custodela tibialis Wunderlich, 2004 - ambra baltica risalente al Paleogene
- †Custodela sp. Wunderlich, 2004 - ambra di Bitterfeld risalente al Paleogene